# (3823) Yorii
(3823) Yorii es un asteroide perteneciente al cinturón de asteroides, descubierto el 10 de marzo de 1988 por Masaru Arai y el astrónomo Hiroshi Mori desde el Yorii Observatory, Yorii, Japón.

## Designación y nombre
Designado provisionalmente como 1988 EC1. Fue nombrado Yorii en homenaje a la ciudad japonesa Yorii.